# Купно (Підкарпатське воєводство)
Купно (пол. Kupno) — село в Польщі, у гміні Кольбушова Кольбушовського повіту Підкарпатського воєводства.
Населення — 1534 особи (2011).
У 1975-1998 роках село належало до .

## Демографія
Демографічна структура станом на 31 березня 2011 року:
|          | Загалом | Допрацездатний вік | Працездатний вік | Постпрацездатний вік |
| -------- | ------- | ------------------ | ---------------- | -------------------- |
| Чоловіки | 748     | 174                | 500              | 74                   |
| Жінки    | 786     | 148                | 479              | 159                  |
| Разом    | 1534    | 322                | 979              | 233                  |